# Rio Elqui
 (avril 2014).
Si vous disposez d'ouvrages ou d'articles de référence ou si vous connaissez des sites web de qualité traitant du thème abordé ici, merci de compléter l'article en donnant les références utiles à sa vérifiabilité et en les liant à la section « Notes et références ».
Le rio Elqui est un fleuve chilien situé dans la province de Elqui, Région de Coquimbo.

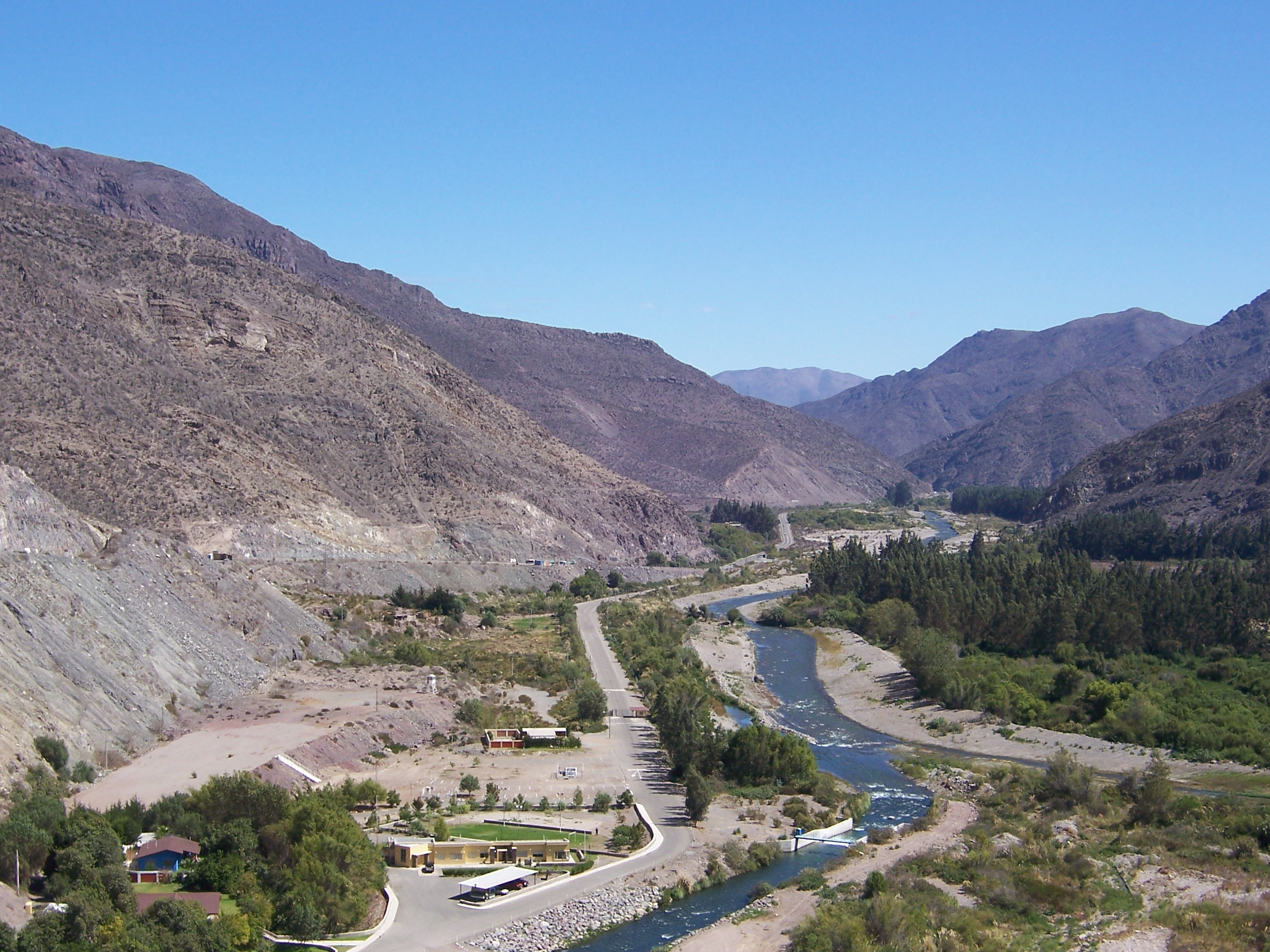
Vue de la vallée d'Elqui depuis le.